# إيلي ك. كول
إيلي ك. كول (بالإنجليزية: Eli K. Cole) هو ضابط أمريكي، ولد في 1 سبتمبر 1867 في نيويورك في الولايات المتحدة، وتوفي في 4 يوليو 1929 في سان فرانسيسكو في الولايات المتحدة.